# حسام حاج حسين
حسام حاج حسين (مواليد 1977 في إدلب) مدرس وسياسي سوري شغل منصب وزير الأوقاف في الحكومة الانتقالية السورية برئاسة محمد البشير منذ 10 ديسمبر 2024 وذلك بعد سقوط نظام الأسد، إلى 29 مارس 2025.
شغل قبل ذلك منصب وزير الأوقاف والدعوة الإرشاد في حكومة الإنقاذ السورية منذ الولاية الرابعة للحكومة في عام 2021، واستمرَّ في ولايتها الخامسة والسادسة حتى 2024. حلَّ محلَّ محمد عبد الستَّار السيِّد، وخلَفَه في المنصب محمد أبو الخير شكري.

## لمحة
حاصل على إجازة في الشريعة الإسلامية ودبلوم في التأهيل التربوي من جامعة دمشق.
بدأ حياته المهنية مدرسا للتعليم الإسلامي في عام 2002، وهو دور شغله حتى بداية الحرب الأهلية السورية في عام 2011.
في عام 2018 عُين مديرًا للأوقاف الدينية في جنوب إدلب. في العام التالي، في عام 2019، أصبح رئيس مكتب شؤون المساجد داخل وزارة الأوقاف. أدت مهاراته الإدارية إلى ترفيعه نائبا لوزير الأوقاف في عام 2020.
عُين حاج حسين وزيراً للأوقاف في الولاية الرابعة لحكومة الإنقاذ السورية في عام 2021. احتفظ بالمركز في الولاية الخامسة في عام 2022 واستمر في العمل في الولاية السادسة للحكومة.
في عام 2024 في أعقاب سقوط نظام الأسد والقرار بأن يؤدي وزراء حكومة الإنقاذ نفس الأدوار في الحكومة الانتقالية حتى مارس 2025.

## الروابط الخارجية
- الموقع الرسمي لوزارة الأوقاف